# Jean-de-Capistran Cayer
Jean de Capistran Aimé Cayer OFM (* 17. April 1900 in Capelton, Québec, Kanada; † 13. April 1978) war Apostolischer Vikar von Alexandria in Ägypten.

## Leben
Jean de Capistran Aimé Cayer trat der Ordensgemeinschaft der Franziskaner bei und empfing am 11. Juli 1926 das Sakrament der Priesterweihe.
Am 26. Mai 1949 ernannte ihn Papst Pius XII. zum Titularerzbischof von Cissi und bestellte ihn zum Apostolischen Vikar von Ägypten. Der Apostolische Delegat in Kanada, Erzbischof Ildebrando Antoniutti, spendete ihm am 17. September desselben Jahres die Bischofsweihe; Mitkonsekratoren waren der Bischof von Sherbrooke, Philippe Sérvule Desranleau, und der Bischof von Yantai, Louis Prosper Durand OFM.
Jean de Capistran Aimé Cayer nahm an allen vier Sitzungsperioden des Zweiten Vatikanischen Konzils teil.